# Grielum grandiflorum
Grielum grandiflorum là một loài thực vật có hoa trong họ Neuradaceae. Loài này được (L.) Druce mô tả khoa học đầu tiên năm 1913.